# Saint-Quentin-de-Caplong
Saint-Quentin-de-Caplong – miejscowość i gmina we Francji, w regionie Nowa Akwitania, w departamencie Żyronda.
Według danych na rok 1990 gminę zamieszkiwały 312 osoby, a gęstość zaludnienia wynosiła 28 osób/km² (wśród 2290 gmin Akwitanii Saint-Quentin-de-Caplong plasuje się na 868. miejscu pod względem liczby ludności, natomiast pod względem powierzchni na miejscu 990.).